# Nicolas Lopez (réalisateur français)
Pour les articles homonymes, voir Nicolas López et Lopez.
Nicolas Lopez est un réalisateur et scénariste français.

## Biographie
Né à Martigues, Nicolas Lopez réalise des courts-métrages et 200 clips notamment pour Lacrim, Soso Maness. Autodidacte, c'est notamment la série The Shield qui lui donne l'envie d'être cinéaste.

### Caïd
En 2017, il coréalise et autoproduit avec le réalisateur et scénariste Ange Basterga, son premier long-métrage Caïd tourné en quatre jours dans sa ville natale Martigues pour un budget de 70 000 euros avec des acteurs amateurs. Le film évoque la vie d'un dealer-rappeur qui accepte d'être filmé dans son quotidien par une équipe de journalistes. Le rôle est interprété par Abdramane Diakité, de son nom de scène KID, que le réalisateur a rencontré sur le tournage d'un clip. « J’ai grandi dans ces cités-là, je voulais dépeindre une réalité, montrer que trafiquant de drogues, ce n’est pas une belle vie. Ce sont des choses que je connais bien donc je me sentais légitime de raconter à l’écran ». Le film reçoit le prix du meilleur film au 22e Festival du film de Cognac,,. 
N'ayant pas trouvé de diffuseur le film ne sort pas en salles. Aurélie Meimon via Frenchkiss Pictures et Netflix s'intéressent alors au projet. Le concept créé par Ange Basterga est réécrit par les deux réalisateurs avec l'aide de Nicolas Peufaillit. Nicolas Lopez : « Il faut écrire un cliffhanger à la fin de chaque épisode. C'est très différent de penser comme ça, mais c'est un exercice très intéressant. Ça rend le projet beaucoup plus nerveux, beaucoup plus rythmé, beaucoup plus dynamique ». Le film devient une série de 10 épisodes de 10 minutes retournée en found footage avec les mêmes acteurs.
La série Caïd est disponible depuis le 10 mars 2021 sur Netflix,. Saluée par la presse, elle se classe à la première place du top 10 France lors de sa première semaine,,.

## Filmographie

### En tant que réalisateur

#### Long métrage
- 2017 : Caïd, coréalisé avec Ange Basterga

#### Série télévisée
- 2021 : Caïd, coréalisé avec Ange Basterga

#### Court métrage
- 2015 : 60 jours
- 2015 : Verset criminel coréalisé avec Sylvain Pelissier
- 2015 : w2.0rld
- 2015 : Le Coin du Tueur

### En tant que scénariste

#### Court métrage
- 2015 : w2.0rld  de Nicolas Lopez

#### Série télévisée
- 2021 : Caïd, coécrit avec Ange Basterga

## Distinctions

### Récompenses
- Festival du Polar de Cognac 2017  : Grand prix du film long-métrage de cinéma pour Caïd
- Festival du film politique de Porto-Vecchio 2018 : Prix du public du meilleur documentaire pour Caïd[11]
- Festival international du film indépendant de Saint-Mitre-les-Remparts 2018 : Prix du jury pour Caïd[12]

### Sélection
- Festival de Cannes 2015 : section shot film corner pour Verset criminel[13]